# Jérôme Jeannet
Jérôme Jeannet (n. 26 ianuarie 1977, Fort-de-France, Martinique, Franța) este un fost scrimer francez specializat pe spadă, campion european în 2007. Cu echipa Franței a fost dublu campion olimpic, de cinci ori campion mondial și de două ori campion european. Este fratele cel mai mare al lui Fabrice Jeannet, cu care a fost campion olimpic.

## Legături externe
- Materiale media legate de Jérôme Jeannet la Wikimedia Commons
- Prezentare Arhivat în 1 octombrie 2015, la Wayback Machine. la Confederația Europeană de Scrimă
- en Jérôme Jeannet la Olympedia.org